# أورام الغدد الصماء
يشير علم أورام الغدد الصماء إلى تخصص طبي يتعامل مع الأورام المنتجة للهرمونات، أي مزيج من طب الغدد الصماء والأورام.
قلة من المراكز تتخصص في الأورام المنتجة للهرمونات فقط، وذلك بسبب معدل حدوثها المنخفض نسبيًا. يوجد في معظم المراكز أخصائيو أمراض الجهاز الهضمي أو الأورام أو الغدد الصماء الذين يتعاملون مع أمراض أخرى أيضًا. إستثناء واحد هو مركز أوبسالا للتميز في أورام الغدد الصماء العصبية في مستشفى جامعة أوبسالا في السويد، حيث يعالج الأطباء أورام الغدد الصماء فقط.

## أورام الغدد الصماء
هناك العديد من أنواع أورام الغدد الصماء، بعضها مذكور أدناه:
- الجهاز الهضمي
  - الورم الخبيث
  - المعى المتوسط السرطاني
  - التذييل السرطاوي
  - المعى المؤخر السرطاني (المستقيم السرطاني)
- رئوي
  - السرطانات القصبية النمطية
  - السرطانات القصبية غير النمطية
  - سرطان الغدد الصماء العصبية ذو الخلايا الكبيرة في الرئة
  - سرطان الخلايا الصغيرة
- أورام البنكرياس الغدد الصماء
  - أورام البنكرياس الصماء غير العاملة
  - ورم جزيري
  - ورم غاستريني
  - ورم غلوكاغوني
  - فيبوما
- الغدة الكظرية
  - سرطان قشر الكظر
  - ورم القواتم
- متلازمات ورم الغدد الصماء
  - الورم الصماوي المتعدد I
  - الورم الصماوي المتعدد II
  - داء فون هيبل - لينداو